# Gandawa-Wevelgem (kobiecy) 2017
6. edycja kobiecego wyścigu kolarskiego Gandawa-Wevelgem (pełna nazwa wyścigu to Gent-Wevelgem in Flanders Fields) odbyła się 26 marca 2017 roku w Belgii. Trasa wyścigu liczyła 146 kilometrów. Zwyciężczynią została Finka Lotta Lepistö, wyprzedzając Belgijkę Jolien D’Hoore oraz Amerykankę Coryn Rivera.
Gandawa-Wevelgem był czwartym w sezonie wyścigiem cyklu UCI Women’s World Tour, będącym serią najbardziej prestiżowych zawodów kobiecego kolarstwa. Poza wyścigiem kobiecym tego samego dnia, lecz na dłuższej trasie zorganizowano również wyścig mężczyzn.

## Wyniki
| M-ce | Imię i nazwisko           | Kraj              | Drużyna             | Czas       |
| ---- | ------------------------- | ----------------- | ------------------- | ---------- |
| 1.   | Lotta Lepistö             | Finlandia         | Cervélo–Bigla       | 3h 53' 54" |
| 2.   | Jolien D’Hoore            | Belgia            | Wiggle High5        | + 0"       |
| 3.   | Coryn Rivera              | Stany Zjednoczone | Team Sunweb         | + 0"       |
| 4.   | Marta Bastianelli         | Włochy            | Alé Cipollini       | + 0"       |
| 5.   | Lisa Brennauer            | Niemcy            | Canyon–SRAM         | + 0"       |
| 6.   | Maria Giulia Confalonieri | Włochy            | Lensworld–Kuota     | + 0"       |
| 7.   | Alice Barnes              | Wielka Brytania   | Drops               | + 0"       |
| 8.   | Chantal Blaak             | Holandia          | Boels Dolmans       | + 0"       |
| 9.   | Elena Cecchini            | Włochy            | Canyon–SRAM         | + 0"       |
| 10.  | Sheyla Gutiérrez          | Hiszpania         | Cylance Pro Cycling | + 0"       |
|      |                           |                   |                     |            |
| 19.  | Katarzyna Niewiadoma      | Polska            | WM3 Pro Cycling     | + 0"       |
| 24.  | Eugenia Bujak             | Polska            | BTC City Ljubljana  | + 0"       |
| 41.  | Małgorzata Jasińska       | Polska            | Cylance Pro Cycling | + 12"      |